# John Mearsheimer
John J. Mearsheimer (14 de diciembre de 1947) es profesor de ciencia política en la Universidad de Chicago, y un conocido teórico de relaciones internacionales. En cierto sentido, es considerado como miembro de la escuela neorrealista en relaciones internacionales.
Principalmente se lo conoce por su libro, pionero en el "realismo ofensivo" (offensive realism), The Tragedy of Great Power Politics, así como por coescribir y publicar un escrito que luego fue publicado en formato libro, El lobby israelí (The Israel Lobby and U.S. Foreign Policy).

#### 2014Crisis de Crimea
Mearsheimer había advertido en 1993 que una Ucrania libre de armas nucleares seguiría expuesta al peligro de los intentos rusos de reconquista. En 2014, criticó retrospectivamente la reorientación geopolítica de Estados Unidos bajo Bill Clinton desde 1995 debido a su orientación monopólica y hegemónica. Con la intención de debilitar al gobierno de Rusia, dijo, se planeó extender la OTAN hasta las fronteras de Rusia. En consecuencia, en un artículo publicado en Foreign Affairs en agosto de 2014, asignó la culpa principal del estallido del conflicto a Estados Unidos y sus aliados occidentales.
Desde mediados de la década de los noventa, los dirigentes rusos se han opuesto rotundamente a la ampliación de la OTAN y, en los últimos años, han dejado claro que no se quedarán de brazos cruzados mientras su vecino, estratégicamente importante, se convierte en un bastión occidental. Para Putin, el derrocamiento ilegal del presidente ucraniano pro-ruso elegido democráticamente -que calificó, con razón, de "golpe de estado"- fue la gota que colmó el vaso. Respondió tomando Crimea, una península que temía que albergara una base naval de la OTAN, y trabajando para desestabilizar a Ucrania hasta que abandonara sus esfuerzos por unirse a Occidente. 
 La narrativa de que Rusia sólo había estado esperando oportunidades para anexionar Ucrania es considerada errónea por Mearsheimer. 
A las élites políticas estadounidenses y europeas les habían pillado desprevenidas los acontecimientos "porque dan poca importancia a la lógica del realismo en el siglo XXI y asumen que la unidad y la libertad europeas pueden garantizarse mediante principios liberales como el Estado de Derecho, la interdependencia económica y la democracia."
Estados Unidos, consciente de la postura de rechazo de Rusia, comprensible por sus intereses de seguridad, habría impulsado la expansión hacia el este de la UE y la OTAN y apoyado la democratización de Ucrania. Mearsheimer considera comprensible la reacción de Putin porque Ucrania (como Estado no alineado) es "indispensable" como amortiguador de las necesidades de seguridad de Rusia.  Mearsheimer comparó la expansión de la OTAN en Europa del Este, liderada por la OTAN, y la inclusión prevista de Ucrania con el hipotético escenario de una alianza militar china en Norteamérica: "Imaginen la indignación estadounidense si China construyera una impresionante alianza militar e intentara incluir a Canadá y México".
Mearsheimer argumentó que la anexión de Crimea por parte de Rusia fue alimentada por la preocupación de que perdería el acceso a su base naval de la Flota del Mar Negro en Sebastopol si Ucrania seguía avanzando hacia la OTAN y la integración europea. Mearsheimer llegó a la conclusión de que la política de Estados Unidos debería cambiar para reconocer a Ucrania como un estado tapón entre la OTAN y Rusia, en lugar de intentar absorber a Ucrania en la OTAN.
El artículo de Mearsheimer provocó que Michael McFaul y Stephen Sestanovich publicaran su respuesta en el número de noviembre/diciembre de 2014 de Foreign Affairs.
Mearsheimer considera que la expansión de la OTAN hacia el este es una peligrosa provocación a Rusia. Invoca a George F. Kennan como uno de los primeros amonestadores críticos que advirtió en 1998 del peligro de guerra como resultado de la ampliación hacia el este. Mearsheimer atribuye los errores políticos a la falta de realismo político o a la gran influencia de la escuela de pensamiento de la "hegemonía liberal" tanto en el Partido Demócrata como en el Republicano. La única forma sensata de salir de la crisis, según él, es tener en cuenta sobriamente los intereses de seguridad de Rusia, como los de cualquier otra potencia. Ucrania, dijo, debe aceptar el papel de amortiguador o puente que le otorga su situación geoestratégica. Todo lo demás, dijo, es abstracto y carece de sentido en términos de Realpolitik. La cooperación constructiva de Occidente con Rusia es de gran importancia para resolver importantes problemas existentes y futuros y no debe ponerse en riesgo, dijo. Mearsheimer también nombró las armas y los "asesores" que Estados Unidos está proporcionando para llevar a Ucrania a una "guerra civil". En respuesta a la recomendación de 2015 de la Institución Brookings de proporcionar armas a Ucrania para aumentar el coste de un ataque a Putin, Mearsheimer replicó en el NYT que la importancia estratégica es tan grande para Rusia que continuará el conflicto a cualquier precio, hasta el uso de armas nucleares, inclusive.
El ex embajador de Estados Unidos en Rusia Michael McFaul rebatió en 2014 que la política exterior rusa no era una reacción a Estados Unidos, sino que se basaba en la dinámica interna rusa.